# 芙蓉樓
黔阳芙蓉楼位于湖南省洪江市黔城镇的黔阳古城内，为一处古典园林建筑，为纪念王昌龄而建。背郭临江，依林踞阜，被誉为“楚南上游第一胜迹”。2013年5月，芙蓉楼被列为全国重点文物保护单位。

## 历史
唐朝天宝年间，王昌龄被贬为龙标县尉，县治为今黔城境内。当地传王昌龄在此地送别辛渐写下《芙蓉楼送辛渐》。
清乾隆四十年（1701年），黔阳知县叶梦麟于东城外建芙蓉亭。
嘉庆二十年（1815年），县令曾钰在城西香炉岩重修芙蓉楼。
道光十九年（1839年），县令龙光甸与其子龙启瑞、教谕黄本骥等进行第二次重修，为现存建筑。

## 建筑
芙蓉楼主楼为一座重檐歇山顶的两层木结构建筑，正面三间，二楼悬有“芙蓉楼”匾额，有明轩可以远眺。入口有名为“龙标胜迹”门楼，周围有冰心玉壶亭、耸翠楼、半月亭等古迹建筑。

## 图集

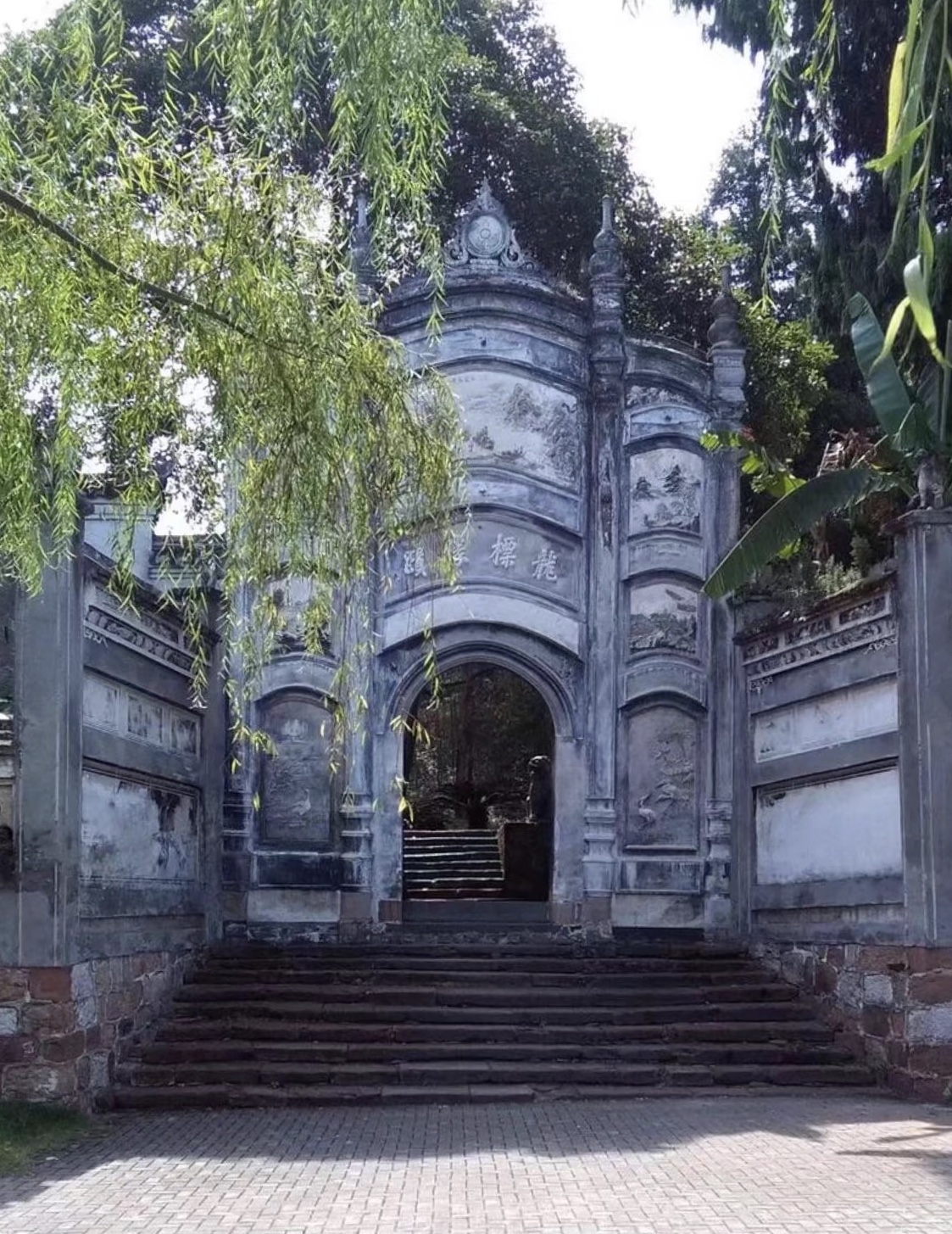
芙蓉樓的入口
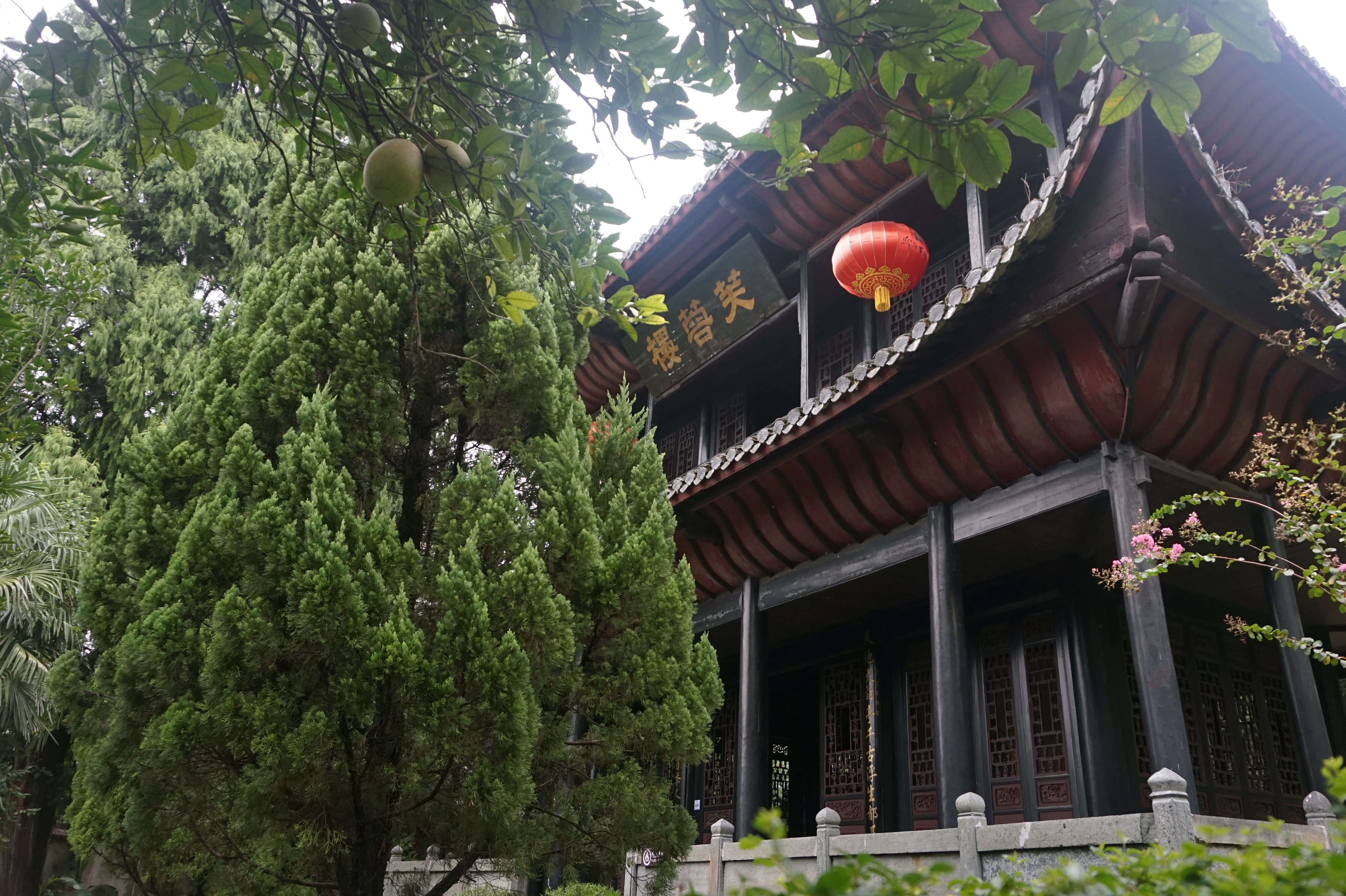
芙蓉楼
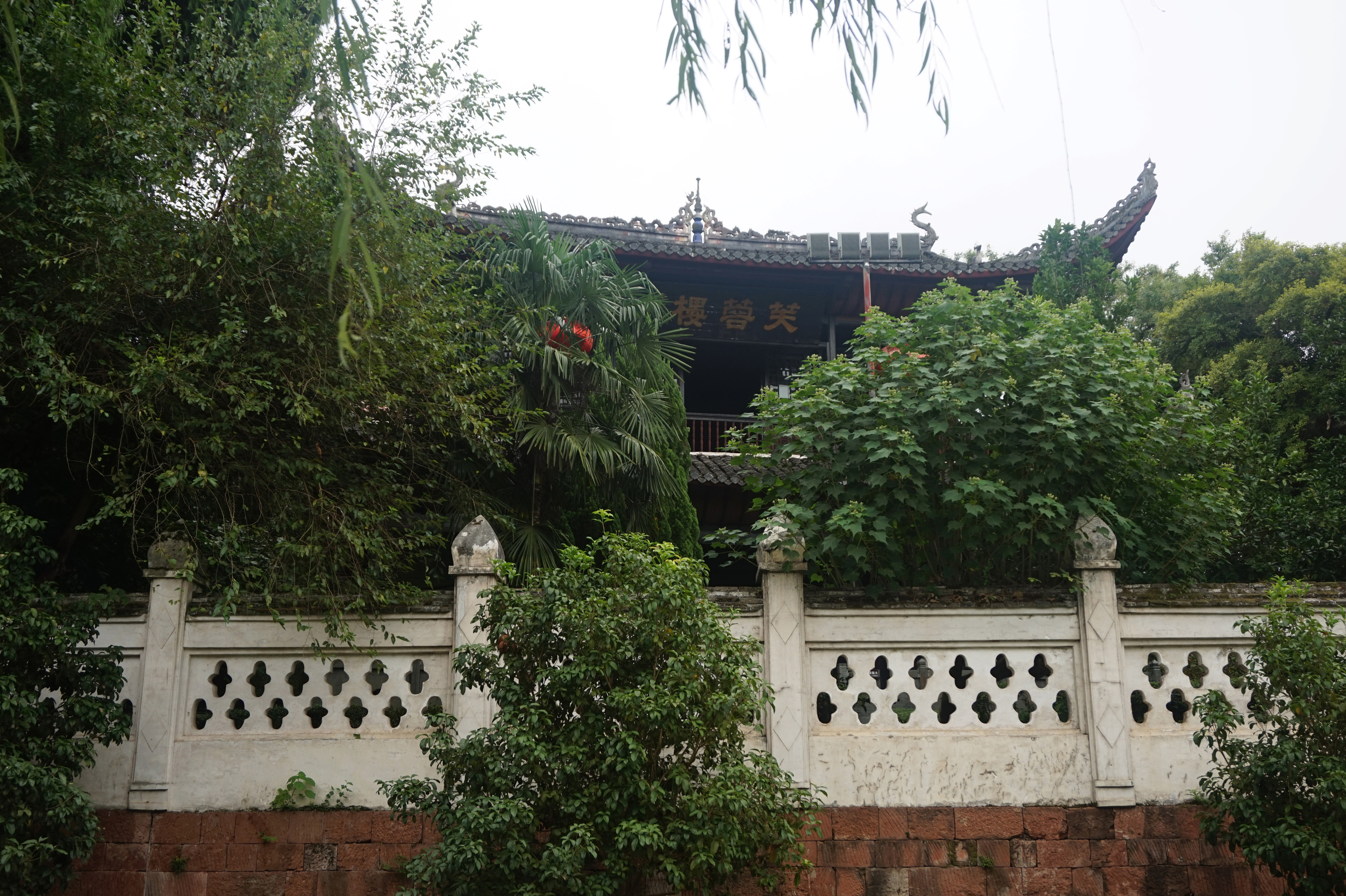
芙蓉楼

## 注解
1. ↑  亦有贵州省龙里县等其他说法